# Lancia Z

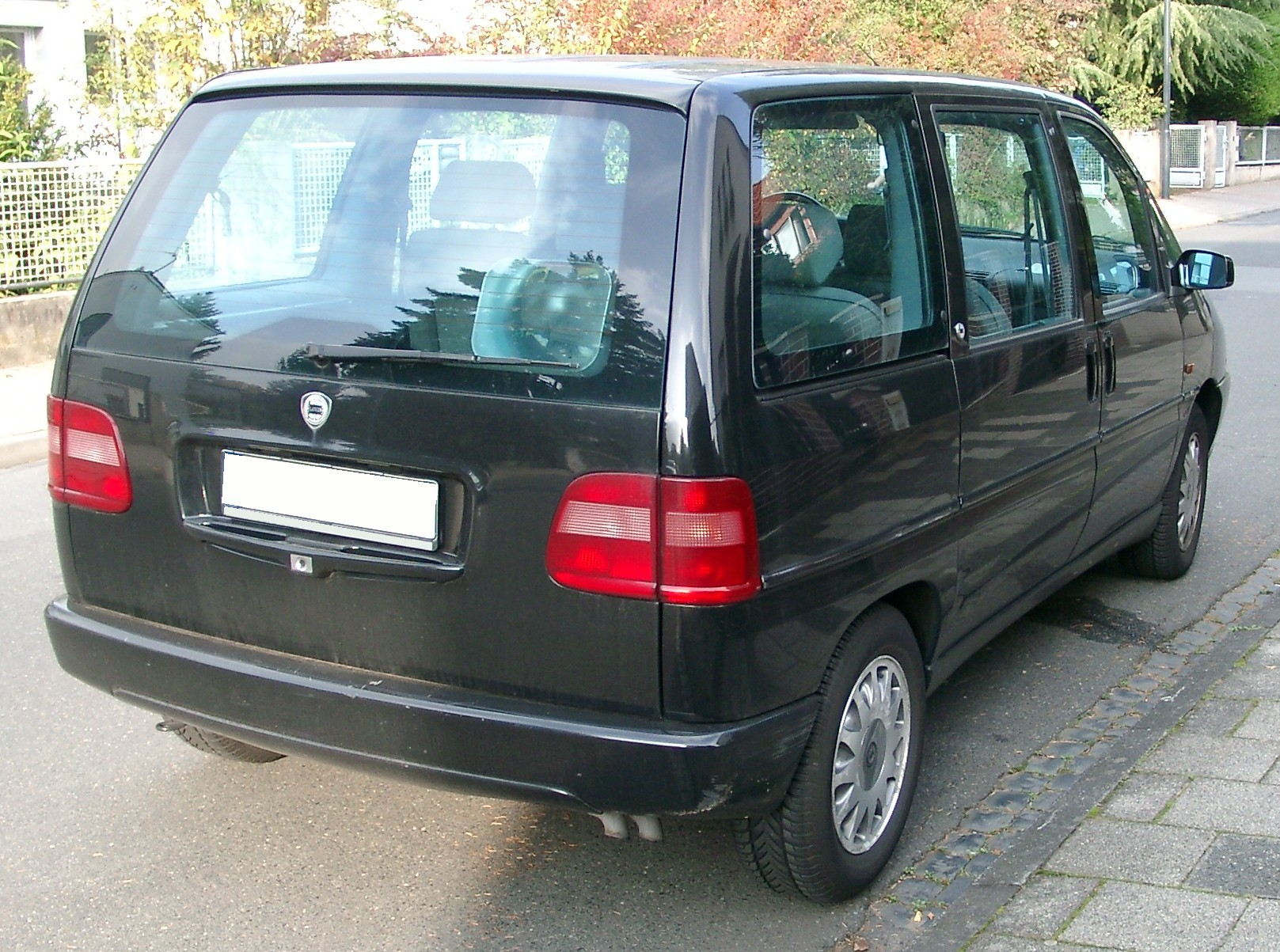
Lancia Zeta

De Lancia Z, vaak voluit Lancia Zeta, is een fullsize MPV van Lancia die van 1995 tot 2002 de vierde MPV was uit het project van PSA Peugeot Citroën, die de MPV als Citroën Evasion en Peugeot 806 verkocht en Fiat, die het model als Fiat Ulysse en dus als Lancia Zeta introduceerde. De Lancia Zeta verscheen een jaar na de introductie van de 806, Evasion en Ulysse. De Lancia Zeta is geproduceerd in de Sevel Nord-fabriek in het Noord-Franse Valenciennes. De Zeta werd samen met de vrijwel identieke zustermodellen in 2002 vervangen door een tweede generatie. De opvolger van de Lancia Zeta is de Phedra.

## Details
De Frans/Italiaanse MPV is grotendeels door PSA Peugeot Citroën ontwikkeld, ook de motoren komen van PSA. Ten tijde van de introductie in 1995 was er slechts één benzinemotor leverbaar, de 2.0 Turbo met 147 pk. In 1996 werd het programma tevens uitgebreid met een 2.1 TD (109 pk) dieselmotor. In 1999 werd de 2.0 16v (132 pk) aan het programma toegevoegd, terwijl de 2.0 JTD (109 pk) met common-rail techniek de 2.1 TD verving. In 2000 werd de Zeta nogmaals gewijzigd. Een nieuwe 2.0 16V motor met 136 pk verving de bestaande 2.0 16V en 2.0 8V Turbo. De 2.0 JTD kreeg bovendien een hoger maximaal koppel. Van de vier zustermodellen was de Lancia Zeta in Nederland veruit het minst succesvol.

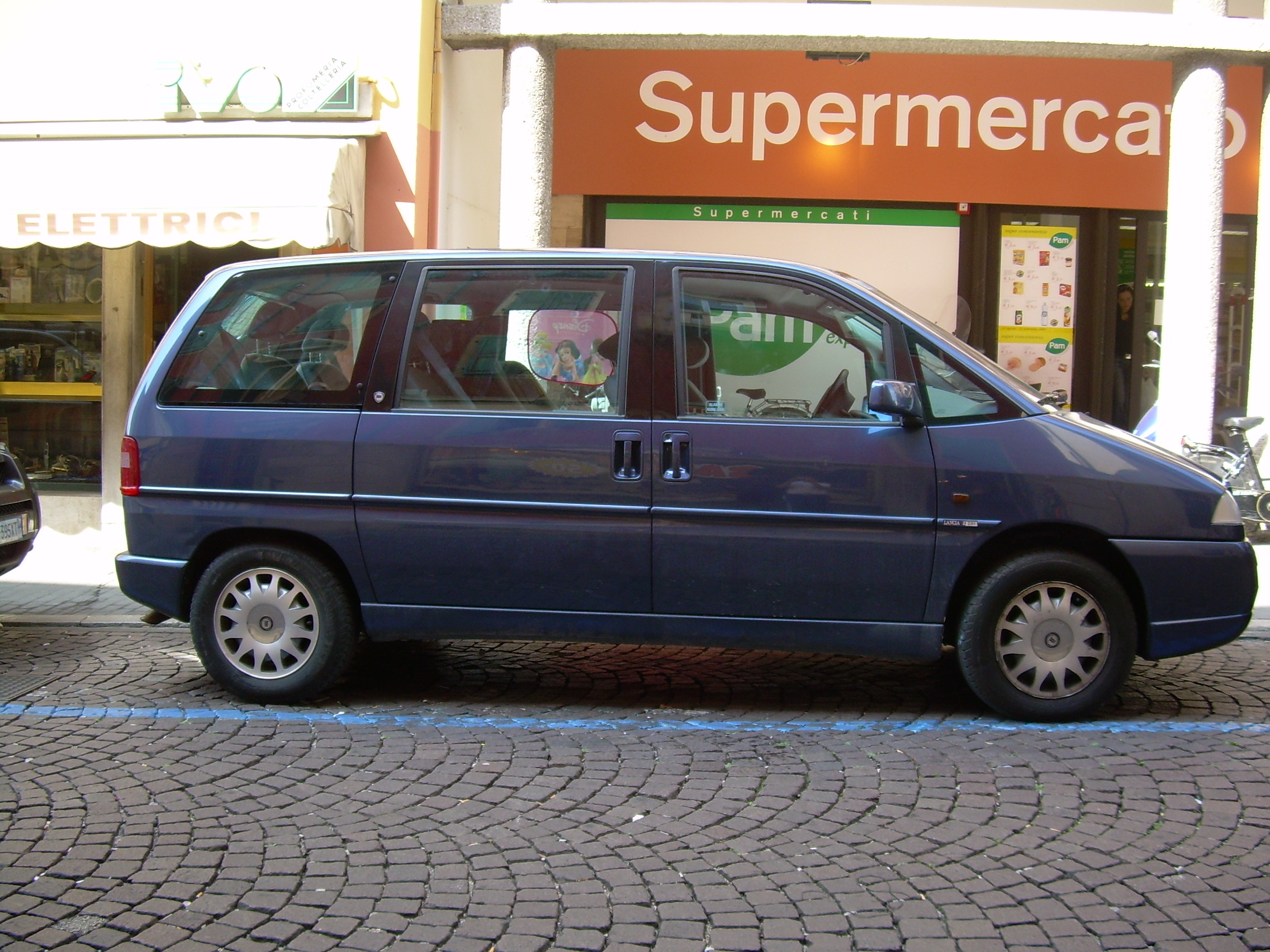
Lancia Zeta (1995-2002)

### EuroNCAP
In 1999 heeft EuroNCAP de botsveiligheid van de Peugeot 806 beoordeeld. EuroNCAP verwacht vergelijkbare resultaten voor de technisch identieke Citroën Evasion/Synergie, Fiat Ulysse en Lancia Zeta. De 806 kreeg drie sterren voor de veiligheid van inzittenden. De kooiconstructie bleek zijn structurele stabiliteit te behouden en de deur van de bestuurder kon nog goed worden geopend. Het stuurwiel bewoog zich echter naar boven, wat kan leiden tot verwondingen. De bestuurdersairbag werkte effectief, maar het hoofd van de bestuurder kwam in aanraking met de airbag voordat die zich volledig had opgeblazen, wat ook verwondingen kan veroorzaken. Hierdoor is er vooral een grote kans op verwondingen aan borst, benen en voeten. De zijdelingse botsing verliep beter, alleen de armsteun kan verwondingen aan de buik veroorzaken.
| Merk en model          | resultaat   | voetgangersveiligheid |
| ---------------------- | ----------- | --------------------- |
| Peugeot 806 (Lancia Z) | (22 punten) | (8 punten)            |

### Registratiecijfers
| Jaartal | Nederland |
| ------- | --------- |
| 1995    | 26        |
| 1996    | ?         |
| 1997    | ?         |
| 1998    | 29        |
| 1999    | 22        |
| 2000    | 23        |
| 2001    | 13        |

## Motoren
| Type           | Cilinders | Kleppen | Cilinderinhoud | Vermogen                       | Koppel                | Motorcode | Opmerkingen |
| -------------- | --------- | ------- | -------------- | ------------------------------ | --------------------- | --------- | ----------- |
| Benzinemotoren |           |         |                |                                |                       |           |             |
| 2.0 16v        | 4         | 16      | 1998 cm³       | 97 kW (132 pk) bij 5500 min−1  | 180 Nm bij 4200 min−1 | XU10J4R   | 1999-2000   |
| 2.0 16v        | 4         | 16      | 1997 cm³       | 100 kW (136 pk) bij 6000 min−1 | 190 Nm bij 4100 min−1 | EW10J4    | 2000-2002   |
| 2.0 Turbo      | 4         | 8       | 1998 cm³       | 108 kW (147 pk) bij 5300 min−1 | 235 Nm bij 2650 min−1 | XU10J2CTE | 1995-2000   |
| Dieselmotoren  |           |         |                |                                |                       |           |             |
| 2.1 TD         | 4         | 12      | 2088 cm³       | 80 kW (109 pk) bij 4200 min−1  | 258 Nm bij 2000 min−1 | XUD11BTE  | 1996-1999   |
| 2.0 JTD        | 4         | 8       | 1997 cm³       | 80 kW (109 pk) bij 4000 min−1  | 250 Nm bij 1750 min−1 | DW10      | 1999-2000   |
| 2.0 JTD 16v    | 4         | 16      | 1997 cm³       | 80 kW (109 pk) bij 4000 min−1  | 270 Nm bij 1750 min−1 | DW10      | 2000-2002   |

Huidige modellen:
Ypsilon
Recente modellen:
Dedra · 
Delta · 
Flavia · 
K · 
Lybra ·
Musa · 
Phedra ·
Prisma · 
Thema · 
Thesis · 
Trevi ·
Voyager - 
Y · 
Y10 · 
Z
Historische modellen na de Tweede Wereldoorlog:
2000 · 
Appia · 
Aurelia · 
Beta · 
D20 · 
D23 · 
D24 · 
D25 · 
D20 · 
Flaminia · 
Flavia · 
Fulvia · 
Gamma · 
Stratos
Historische modellen tijdens het Interbellum:
12 cil V · 
Aprilia · 
Ardea · 
Artena · 
Astura · 
Augusta · 
Dikappa · 
Dilambda · 
Kappa · 
Lambda · 
Trikappa
Historische modellen voor de Eerste Wereldoorlog:
Alfa · 
Beta 15/20HP · 
Dialfa · 
Didelta · 
Delta 20/30HP · 
Epsilon · 
Eta · 
Gamma 20HP · 
Theta · 
Zeta 12/15HP